# 陸上局
陸上局（りくじょうきょく）は、無線局の種別の一つである。

## 定義
総務省令電波法施行規則第4条第1項第8号の3に「海岸局、航空局、基地局、携帯基地局、無線呼出局、陸上移動中継局その他移動中の運用を目的としない移動業務を行う無線局」と定義している。 

### 陸上の無線局
政令電波法施行令第3条第2項第8号に陸上の無線局'が、「海岸局、海岸地球局、船舶局、船舶地球局、航空局、航空地球局、航空機局、航空機地球局、無線航行局及び基幹放送局以外の無線局をいう」と意義が掲げられている。
「陸上の無線局」は、同条第1項の「アマチュア無線局以外の無線局の無線設備の操作及びその監督の範囲」に適用されるもので、陸上局とは必ずしも一致せず、移動するもの、陸上にないこともある。
- 同条第1項の表の第一級・第二級・第三級陸上特殊無線技士の「操作の範囲」にこの用語が用いられている。陸上の無線局とは、概ね「海事、航空及び基幹放送以外の無線局」である。陸上特殊無線技士は、船舶無線、航空無線及び基幹放送に関わる無線局を操作することはできない。

## 概要
定義に陸上局は六種類が例示されている。
これらは単に陸上にある無線局ではなく、電波法施行規則第3条第1項第5号に規定する移動業務に携わる無線局で陸上に固定したものである。
対応する業務については、第3条第1項の各号に規定されており、詳細は移動業務を参照のこと。
ここでは、名称のみをあげる。
- 海上移動業務
- 航空移動業務
  - 航空移動(R)業務
  - 航空移動(OR)業務
- 陸上移動業務
- 携帯移動業務
- 無線呼出業務

無線局の種別と業務の関係は下図のようになる。
```
　　　　　　（種別）　　　　　　（業務）

　　　┏━━海岸局━━━━━━━海上移動業務━━━━━━┓
　　　┃　　　　　　　　　　　　　　　　　　　　　　　　┃
　　　┣━━航空局━━━━━━━航空移動業務━━━━━━┫
　　　┃　　　　　　　　　　　　┣航空移動（Ｒ）業務　　┃
　　　┃　　　　　　　　　　　　┗航空移動（ＯＲ）業務　┃
　　　┃　　　　　　　　　　　　　　　　　　　　　　　　┃
陸上局╋━┳基地局━━━━┳━━陸上移動業務━━━━━━╋移動業務　
　　　┃　┃　　　　　　　┃　　　　　　　　　　　　　　┃
　　　┃　┗陸上移動中継局┛　　　　　　　　　　　　　　┃
　　　┃　　　　　　　　　　　　　　　　　　　　　　　　┃
　　　┣━━携帯基地局━━━━━携帯移動業務━━━━━━┫
　　　┃　　　　　　　　　　　　　　　　　　　　　　　　┃
　　　┗━━無線呼出局━━━━━無線呼出業務━━━━━━┛
　　　

```

沿革にみるとおり、電波法令制定当初は船舶無線や航空無線に携わる陸上の局および陸上の移動体通信の親局を想定した定義がなされていた。
この為、海上・上空・陸上の二つ以上にわたって使用する又は人が携帯して使用する携帯移動業務は無く、携帯基地局に相当する種別として免許されていた。
後に携帯基地局が定義された際に従前の移動局が携帯局にみなされた。
更に信号報知局（後に無線呼出局）や陸上移動中継局が定義され、陸上局として無線局の種別コードもFLが規定されてはいるが免許されることもなく、無線局免許状の無線局の種別には次の六種別のいずれかが指定され、局種別無線局数の統計も種別毎に公表されるので、詳細は海岸局、航空局、基地局、陸上移動中継局、携帯基地局、無線呼出局の各々を参照。

## 沿革
1950年（昭和25年）- 電波法施行規則制定時に「移動局と通信を行うため陸上に開設する移動しない無線局」と定義、免許の有効期間は5年
- 但し、当初の免許の有効期限は電波法施行の日から2年6ヶ月後（昭和27年11月30日）まで[2]
- 携帯基地局という種別が定義されておらず相当する無線局が陸上局として、通信の相手方となる携帯局に相当する無線局は移動局として免許された。

1952年（昭和27年）- 12月1日に最初の再免許
- 以後、5年毎の11月30日に満了するように免許された。

1958年（昭和33年）
- 定義が「海岸局、航空局、基地局、携帯基地局その他移動中の運用を目的としない移動業務を行う無線局」と変更、携帯局、携帯移動業務についても同時に定義[3]
  - 従前の陸上局は携帯基地局とみなされたが、免許の有効期間は残存期間のまま[4]
- 同時に無線従事者操作範囲令[5]が制定され、「陸上局」が「移動局と通信を行うために陸上に開設する無線局で移動しないもの」と定義

1968年（昭和43年）- 定義が「海岸局、航空局、基地局、携帯基地局、信号報知局その他移動中の運用を目的としない移動業務を行う無線局」と変更

- 信号報知局（後の無線呼出局）が定義されたことによる。

1982年（昭和57年）- 定義が「海岸局、航空局、基地局、携帯基地局、信号報知局、陸上移動中継局その他移動中の運用を目的としない移動業務を行う無線局」と変更

- 陸上移動中継局が定義されたことによる。

1985年（昭和60年）- 定義が現行のものに
- 信号報知局が無線呼出局と変更されたことによる。

1990年（平成2年）- 無線従事者の操作の範囲等を定める政令制定
- 陸上局の定義はされなかったが、「陸上の無線局」が「海岸局、海岸地球局、船舶局、船舶地球局、航空局、航空地球局、航空機局、航空機地球局、無線航行局及び放送局以外の無線局」と定義

1995年（平成7年）- 無線呼出局の定義が現行のものに
2001年（平成13年）- 電波法施行令制定
- 陸上局の定義はされなかったが、「陸上の無線局」が無線従事者の操作の範囲等を定める政令と同様に意義付けられた。

2011年（平成23年）- 「陸上の無線局」の定義が現行のものに
- 基幹放送が放送法に定義されたことによる。

## その他
電波法令には、陸上に開設する無線局（電波法施行令第3条第1項の表など）および陸上に開設した無線局（電波法施行規則第33条第4号(1)など）の文言がある。
これらは陸上で運用する無線局のことであり、陸上局や陸上の無線局と必ずしも一致するものではない。